# 媽媽，不當您女兒可以嗎？
《媽媽，不當您女兒可以嗎？》，2017年1月13日起每週日22：00- 22：49（JST）播出NHK綜合 十點檔連續劇。主演是繼2015的阿淺來了後，第一次在NHK連續劇擔任主角的波瑠，編劇為井上由美子。

## 主要角色

### 早瀬家
早瀬美月（はやせ みづき）〈25〉- 波瑠
私立女子高の英語教師
早瀬顯子（はやせ あきこ）〈50〉- 齊藤由貴
美月的母親。「牧村文恵的人偶教室」助手
早瀬浩司（はやせ こうじ）〈54〉- 寺脇康文
美月的父親 在食品公司工作

### オアシスハウジング
松島太一〈28〉 - 柳樂優彌
負責早瀬家新屋的建屋「オアシスハウジング」的工事部主任。
立原真紀 - 壇蜜
負責早瀬家新屋的設計師。
松島的先輩  曾與松島交往。

### 私立女子高中
後藤禮美（ごとう あやみ） - 石井杏奈（E-girls）
美月是她的班主任
太田和幸 - 眞島秀和
英語科主任 曾與美月交往

### 早瀬浩司的同事
雪村勝治 - 棚橋真典
御手洗孝史 - みのすけ
村主榮三 - 佃典彦

### 其他
牧村文恵（まきむら ふみえ） - 麻生祐未
顯子大學以來的朋友「牧村文恵的人偶教室」的老闆
川端玲子 - 大空眞弓
美月的祖母、顯子的母親。現入住老人院。
川端貴之 - 中村靖日
顯子的弟
川端和子 - 太田彩乃
川端貴之的妻、顯子的弟媳
後藤佳代子 - 池津祥子
後藤禮美的母親 單身媽媽

## 工作人員
- 原作 - 井上由美子
- 音樂 - 富貴晴美
- 主題曲 - Sarah Alainn「Little Doll」
- 演出 - 笠浦友愛、佐藤讓、大橋守（NHK名古屋放送局）
- 制作統籌 - 櫻井壯一（NHK名古屋放送局）
- 制作 - NHK名古屋電視局

## 放送日程
| 集數                                                    | 播出日期 | 中日文標題 | 導演     | 收視率 |
| ------------------------------------------------------- | -------- | ---------- | -------- | ------ |
| 第1話                                                   | 1月13日  | 危險的蜜月 | 笠浦友愛 | 5.0%   |
| 第2話                                                   | 1月20日  | 三角關係   | 笠浦友愛 | 5.4%   |
| 第3話                                                   | 1月27日  | 暴走       | 佐藤讓   | 4.5%   |
| 第4話                                                   | 2月03日  | 甜蜜的陷阱 | 大橋守   | 6.0%   |
| 第5話                                                   | 2月10日  | 背叛       | 佐藤譲   | 5.2%   |
| 第6話                                                   | 2月17日  | 毒蘋果     | 笠浦友愛 | 5.9%   |
| 第7話                                                   | 2月24日  | 沒有出口   | 大橋守   | 7.6%   |
| 最終話                                                  | 3月 3日  | 玩偶之家   | 笠浦友愛 | 6.1%   |
| 平均收視率5.71%（收視率由Video Research於關東地區統計） |          |            |          |        |

## 節目的變遷
| NHK 電視劇10                                                 | NHK 電視劇10                                              | NHK 電視劇10 |
| ------------------------------------------------------------ | --------------------------------------------------------- | ------------ |
|                                                              | 媽媽，不當您女兒可以嗎？ （2017年1月13日－2017年3月3日）  |              |
| Copy Face～已經消失的我～ （2016年11月18日－2016年12月23日） | 椿文具店 ～鎌倉代筆物語～ （2017年4月14日－2017年6月2日） |              |